# Zoravan
Zoravan är en ort i Armenien.   Den ligger i provinsen Kotajk, i den centrala delen av landet, 19 kilometer norr om huvudstaden Jerevan. Zoravan ligger 1 466 meter över havet och antalet invånare är 1 167.
Terrängen runt Zoravan är varierad. Runt Zoravan är det ganska tätbefolkat, med 149 invånare per kvadratkilometer.. Närmaste större samhälle är Jerevan, 19,1 kilometer söder om Zoravan. 
Trakten runt Zoravan består i huvudsak av gräsmarker.